# Hypholoma fasciculare
Hypholoma fasciculare, conocido comúnmente como hifoloma de láminas verdes, es una especie de hongo basidiomiceto de la familia Strophariaceae. Suele encontrarse en grandes grupos, desde la primavera hasta el invierno, principalmente sobre tocones de coníferas.
El píleo o sombrero es semiesférico, liso y puede alcanzar los 6 cm de diámetro, mientras que el estipe puede llegar hasta los 10 cm de altura.

## Sinónimos
- Agaricus fascicularis Fr. 1821
- Agaricus fascicularis Huds. 1778
- Agaricus sadleri Berk. & Broome 1879
- Clitocybe sadleri (Berk. & Broome) Sacc. 1887
- Dryophila fascicularis (Fr.) Quél. 1888
- Dryophila fascicularis var. fascicularis (Fr.) Quél. 1888
- Geophila fascicularis (Fr.) Quél. 1886
- Hypholoma fasciculare (Fr.) P. Kumm. 1871
- Naematoloma fasciculare (Fr.) P. Karst. 1880
- Naematoloma fasciculare var. fasciculare (Fr.) P. Karst. 1880
- Pratella fascicularis (Fr.) Gray 1821
- Psilocybe fasciculare (Fr.) Kühner 1980
- Psilocybe fascicularis var. fascicularis (Huds.) Kühner 1980

## Comestibilidad
Es un hongo venenoso.